# Мосрентген (поселение)
Поселе́ние "Мосрентген" — бывшее поселение (муниципальное образование и административная единица) существовашее в 2012-2024 годах в составе Новомосковского административного округа Москвы. Упразднено 8 мая 2024 года в процессе административно-территориальной реформы ТиНАО. Правопреемником поселения "Мосрентген" являются органы местного самоуправления и управа района Коммунарка. 
Административный центр — посёлок завода Мосрентген.
Глава администрации — Ермаков Евгений Николаевич, глава поселения и председатель Совета депутатов — Митрофанов Олег Алексеевич.
По принятому в 2024 году закону города поселение преобразуется, его территория отходит муниципальному округу Коммунарка.

## Географические данные
Общая площадь — 6,48 км².
Муниципальное образование находится в северной части Новомосковского административного округа и граничит:
- с районом Тёплый Стан (Юго-Западный административный округ Москвы) — на северо-востоке, по МКАД,
- с поселением Сосенское (Новомосковский административный округ Москвы) — на востоке, юге и юго-западе,
- с поселением Московский (Новомосковский административный округ Москвы) — на западе.

По границе поселения проходят Киевское М3 и Калужское шоссе А130.

## История
Сельское поселение «Мосрентген» создано в 2005 году в составе Ленинского муниципального района Московской области. Тогда оно включило три населённых пункта: посёлок завода Мосрентген, деревню Мамыри Сосенского сельского округа и деревню Дудкино Московского сельского округа. Позже оба сельских округа были упразднены.
С 1 июля 2012 года сельское поселение было передано в состав Москвы в ходе реализации проекта по расширению Москвы.
В 2014 году на территории поселения (85 га вдоль Калужского шоссе) открылся крупнейший оптово-продовольственный центр в России «Фудсити» (актив предпринимателей Зараха Илиева и Года Нисанова).

## Население
| 2010    | 2012    | 2013    | 2014    | 2015    | 2016    | 2017    | 2018    | 2019    | 2020    |
| ------- | ------- | ------- | ------- | ------- | ------- | ------- | ------- | ------- | ------- |
| 17 004  | ↗17 235 | ↗17 599 | ↗17 628 | ↗18 096 | ↗19 469 | ↗19 571 | ↗20 104 | ↗20 736 | ↗20 967 |
| 2021    | 2023    | 2024    |         |         |         |         |         |         |         |
| ↗21 390 | ↗22 029 | ↘21 590 |         |         |         |         |         |         |         |

### Национальный состав
По итогам переписи населения 2020 года проживали следующие национальности (национальности менее 0,1 % и другое, см. в сноске к строке «Другие»):
| Национальность | Численность, чел. | Доля     |
| -------------- | ----------------- | -------- |
| Русские        | 14 543            | 67,99 %  |
| Армяне         | 282               | 1,32 %   |
| Татары         | 159               | 0,74 %   |
| Чеченцы        | 155               | 0,72 %   |
| Украинцы       | 153               | 0,72 %   |
| Таджики        | 109               | 0,51 %   |
| Узбеки         | 84                | 0,39 %   |
| Аварцы         | 83                | 0,39 %   |
| Лезгины        | 71                | 0,33 %   |
| Грузины        | 69                | 0,32 %   |
| Осетины        | 62                | 0,29 %   |
| Киргизы        | 62                | 0,29 %   |
| Азербайджанцы  | 53                | 0,25 %   |
| Даргинцы       | 51                | 0,24 %   |
| Башкиры        | 44                | 0,21 %   |
| Белорусы       | 42                | 0,20 %   |
| Чуваши         | 40                | 0,19 %   |
| Казахи         | 28                | 0,13 %   |
| Ингуши         | 26                | 0,12 %   |
| Молдаване      | 24                | 0,11 %   |
| Корейцы        | 23                | 0,11 %   |
| Черкесы        | 22                | 0,10 %   |
| Другие         | 5205              | 24,33 %  |
| Итого          | 21 390            | 100,00 % |

## Состав поселения
| № | Населённый пункт  | Тип населённого пункта          | Население |
| - | ----------------- | ------------------------------- | --------- |
| 1 | Дудкино           | деревня                         | ↗128      |
| 2 | Завода Мосрентген | посёлок, административный центр | ↗16 462   |
| 3 | Мамыри            | деревня                         | ↗414      |

Также в состав поселения входят 6 СНТ, 1 СТ, 3 ТСН.